# 藤木裕
藤木 裕（ふじき ゆたか、1984年6月29日 - ）は、京都府を登録地とする競輪選手。日本競輪学校第89期生。師匠は山本真矢（65期）。

## 来歴
花園高等学校を経て競輪学校に入校。在校競走成績は36位（4勝）。
2004年7月4日、ホームバンクの京都向日町競輪場でデビューし5着。初勝利は同年7月5日の同場。
2012年
- サマーナイトフェスティバル（四日市競輪場）9位
- 競輪祭（小倉競輪場）6位。

2013年
- 全日本選抜競輪（松山競輪場）決勝戦落車棄権
- 高松宮記念杯競輪（岸和田競輪場）9位
- オールスター競輪（京王閣競輪場）6位
- 競輪祭（小倉）7位。